# Флоридська течія

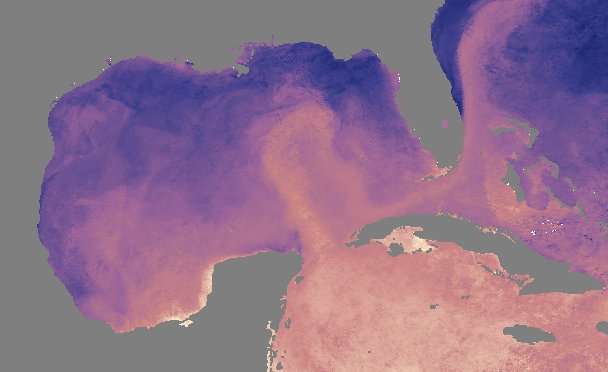
Флоридська течія

Флоридська течія — тепла морська течія в Атлантичному океані вздовж південно-східного узбережжя американського штату Флорида. Є продовженням Карибської течії і тече в східному напрямку через Флоридська протока між Флоридою і Кубою. Після цього перед Багамськими островами повертає на північний схід. Трохи північніше об'єднується з Антильською течією і утворює Гольфстрим.
Флоридська течія несе 32·106 м³ води за секунду при швидкості 1,8 м/c.